# 柴崎浩 (医学者)
柴崎 浩（しばさき ひろし、1939年 - 2022年6月9日）は、日本の医学者。専門は神経内科学。京都大学医学部名誉教授。

## 経歴
兵庫県に生まれる。1958年福岡県立修猷館高等学校を経て、1964年九州大学医学部を卒業。在日米陸軍病院インターン。1969年九州大学大学院医学研究科を修了。
1969年ミネソタ大学で臨床神経学レジデント（研修医）となり、1972年九州大学神経内科助手、1978年英国Queen Square客員研究員、1980年九州大学神経内科講師、1981年佐賀医科大学（現・佐賀大学医学部）内科助教授、1988年国立精神・神経センター（現・国立精神・神経医療研究センター）神経研究所疾病研究4部部長などを経て、1990年より京都大学医学部脳病態生理学講座教授に就任。1999年より同臨床神経学（神経内科）教授、および2000年より同医学研究科附属高次脳機能総合研究センター長を兼任した。
2003年定年退官後、アメリカ国立衛生研究所（NIH）神経疾患・脳卒中研究所（NINDS）Fogarty Scholarとなり、2005年より京都医仁会武田総合病院顧問。
国際臨床神経生理学会連合（IFCN）プレジデント、日本臨床神経生理学会理事長、日本神経学会理事、日本神経科学学会理事などを務め、国際運動障害学会（MDS）、フランス神経学会、ドイツ臨床神経生理学会、日本神経学会、日本臨床神経生理学会の各名誉会員。

## 著書
- 『神経診断学を学ぶ人のために』（医学書院、2009年）